# Les Engagés (film, 2022)
Pour les articles homonymes, voir Les Engagés.
Pour plus de détails, voir Fiche technique et Distribution.
Les Engagés est un film français réalisé par Émilie Frèche et sorti en 2022. Il s'agit du premier long métrage réalisé par Émilie Frèche.
Il est présenté en avant-première au festival international du film francophone de Namur 2022 avant sa sortie en salles.

## Synopsis
David est kinésithérapeute. Alors qu'il roule en voiture près de Briançon dans les Hautes-Alpes, il percute un jeune homme. Étranger en situation irrégulière, ce dernier s'appelle Jocojayé et est poursuivi par la police. David décide de le cacher dans son coffre avant de le ramener dans sa propre maison. Avec sa compagne Gabrielle, il a ensuite l'idée de cacher l'adolescent dans un refuge de montagne tenu par son amie Anne. David va s'engager dans cette cause pour défendre Jocojayé,,.

## Fiche technique
Sauf indication contraire, les informations mentionnées dans cette section peuvent être confirmées par les bases de données cinématographiques IMDb et Allociné,  présentes dans la section « Liens externes ».
- Titre original : Les Engagés
- Réalisation : Émilie Frèche
- Scénario : Émilie Frèche et Gaëlle Macé
- Musique : Romain Trouillet
- Décors : Charlotte Martin-Favier
- Costumes : Caroline Spieth
- Photographie : Myriam Vinocour
- Montage : Audrey Simonaud
- Production : Laetitia Galitzine, Raphaël Perchet et Jean-François Camilleri
- Sociétés de production : Chapka Films ; coproduit par Echo Studio et Artaban 01 ; avec la participation de Canal+, Ciné+, en association avex Cinéaxe 2, Cinécap 4, Indéfilms 9 ; avec le soutien du CNC et Cofimage Développement 9
- Société de distribution : Tandem (France)
- Budget : n/a
- Pays de production :  France| Médias externes |                                               |
| Images          |                                               |
|                 | Affiche du film sur le site Allociné          |
| Vidéos          |                                               |
|                 | Bande-annonce sur le compte YouTube de Tandem |
- Langue originale : français
- Format : couleur
- Genre : drame
- Durée : 98 minutes
- Dates de sortie[4] :
  - Belgique : 3 octobre 2022 (festival de Namur)
  - France : 16 novembre 2022

## Distribution
Sauf indication contraire, les informations mentionnées dans cette section peuvent être confirmées par la base de données cinématographiques Allociné,  présente dans la section « Liens externes ».
- Benjamin Lavernhe : David
- Julia Piaton : Gabrielle
- Bruno Todeschini : Vincent
- Catherine Hiegel : Anne
- Hakim Jemili : Adam
- Ludivine de Chastenet : Catherine
- Eléonore Bernheim : Virginie
- Arthur Benzaquen : Thierry, père de Lili et Nino
- Luna Bevilacqua : Lili
- Sacha Bejaoui : Nino
- Youssouf Gueye : Jocojayé
- Gérald Fauconnier : le douanier
- Jean-Marc Michelangeli : le capitaine de police[5],[6]

## Production
Le tournage a lieu à Briançon et ses environs au printemps 2021.

## Accueil

### Accueil critiques
En France, le site Allociné donne une note de 3,2⁄5, après avoir recensé 22 titres de presse.
Pour Le Journal du dimanche, cette fiction est « inspirée de faits réels, est écrite au cordeau reflète l'évidence du malaise européen envers les sans-papiers et le droit d'asile ».
Pour L'Obs, « la limite est un scénario parfois scolaire qui témoigne de la condition des indésirables au pays des droits de l’homme. Mais l’implication conjointe de la romancière-réalisatrice pugnace et des comédiens (dont l’immense Catherine Hiegel) confère au film un humanisme vibrant. ». Pour Le Parisien, « ce premier film de l’écrivaine Émilie Frèche cherche un peu son second souffle mais touche par sa sincérité poignante. ».
Les Fiches du cinéma notent que « s’il met en avant toute l’absurdité du délit de solidarité, aujourd’hui supprimé par la loi française, Les Engagés suit le parcours d’un personnage peu attachant dans une mise en scène sans surprise. Le tout donne un film partisan mais pas exaltant ».
Première juge qu'« en prenant ce parti, son film se met directement en concurrence avec les docus sur le même thème. Et à ce petit jeu, la fiction se révèle perdante. Faute à une mise en scène insuffisamment saillante et au fait que trop de dialogues paraissent avant tout s’adresser aux spectateurs et sonnent factices dans la bouche de ceux qui les échangent. ».
Pour les Inrocks, Les Engagés sont « un premier film maladroit », l’engagement et la solidarité envers les migrants procurant de « petites consolations destinées à renforcer et rassurer notre bonne conscience bourgeoise ». Le film focalisé sur « les atermoiements d’un homme blanc » participe de l'invisibilisation des migrant : ceux-ci « n’ont presque pas de nom et encore moins de voix, ce sont des silhouettes, des faire-valoir. ».
Le faible score critique obtenu par le film sur Allociné est attribué par certaines sources à une "mobilisation de l'extrême-droite".

### Box-office
| Pays ou région | Box-office     | Date d'arrêt du box-office | Nombre de semaines |
| -------------- | -------------- | -------------------------- | ------------------ |
| France         | 40 321 entrées | 30/11/2022                 | 4                  |

Pour son premier jour d'exploitation en France, Les Engagés réalise 5 504 entrées, dont 3 689 en avant-première, pour une quatrième position au box-office des nouveautés derrière Les Femmes du square (17 896) et devant Plus que jamais (4 533).
Avec seulement 40 321 entrées en 4 semaines, Les Engagés est l'un des plus gros flops de l'année 2022.

### Controverse
Le film fut diffusé à Saint-Brieuc dans le cadre du Festival des solidarités, le 20 novembre 2022. Cette projection devait initialement être suivie par un débat avec la réalisatrice, mais cette dernière a préféré annuler sa participation « en raison d’attaques et de menaces proférées, par des membres de l’extrême droite, contre elle et son film », selon un communiqué de la municipalité.

## Autour du film
Il s'inspire de l’affaire des "7 de Briançon" où des personnes venues au secours de migrants dans les Alpes, sont condamnées en 2018 puis relaxées en 2021,.
En parallèle de la sortie du film, plusieurs associations et des professionnels du monde du cinéma ont publié une tribune dans Le HuffPost intitulée « Protégeons les mineur·e·s isolé·e·s étranger·e·s, respectons la présomption de minorité », proposant « une amélioration concrète des conditions d’accueil des mineur·e·s isolé·e·s étranger·e·s en France ».